# Bjørnstjerne Bjørnson-Akademin
Bjørnstjerne Bjørnson-Akademin, Den Norska Akademin för Litteratur och Yttrandefrihet är en norsk akademi grundad av författaren Knut Ødegård 2003. Akademin har som mål att främja litteratur och kunskap, specifikt kulturella yttringsformer som inte tillhör den norska kulturkretsen, samt att verka för yttrandefrihet i Bjørnstjerne Bjørnsons anda. Bakgrunden till att akademin instiftades var att Norge saknade en oberoende litterär akademi vars främsta uppgift inte var språkpolitisk. Medlemmarna i akademin är framstående norska och utländska forskare, författare, politiker och journalister. President i akademin är för närvarande Hege Newth Nouri (också generalsekreterare för Norska PEN).

## Bjørnsonpriset
Akademin delar årligen ut det internationella Bjørnsonpriset. Mottagare av priset har varit:
- 2004 – Vivian Fouad och Samir Morcos
- 2005 – Esma Redzepova
- 2006 – Hrant Dink
- 2007 – Adonis (pseudonym for Ali Ahmad Said Asbar)
- 2008 – Ola Larsmo
- 2009 – Grigorij Pomerants och Ziaida Mirkina
- 2010 – Einar Már Guðmundsson och Milan Richter
- 2011 – Ola Didrik Saugstad och Marte Wexelsen Goksøyr[1]
- 2012 – Biskop Thomas av al-Qusiyya och Mair, Wojoud Mejalli och David Zonsheine[2]
- 2013 – Yaşar Kemal [3]
- 2014 – Kristin Solberg[4]
- 2015 – Edward Snowden[5]
- 2016 – Cecilia Dinardi
- 2017 – Bruce Springsteen
- 2018 – Johannes Anyuru
- 2019 – Carsten Jensen
- 2020 – Maja Lunde
- 2021 – Sara Omar

Priset består av 100 000 NOK, en statyett och ett diplom

## Källhänvisningar
1. ↑  http://www.nrk.no/nyheter/distrikt/more_og_romsdal/1.7840493
2. ↑  «Disse tre deler Bjørnsonprisen», NRK Møre og Romsdal, 11. oktober 2012.
3. ↑  rbnett.no Bjørnsonprisen til Yaşar Kemal Arkiverad 1 maj 2015 hämtat från the Wayback Machine.  09. oktober 2013
4. ↑  Bjørnsonprisen til journalist Kristin Solbergl  23. september 2014
5. ↑  http://www.dagbladet.no/2015/06/02/kultur/overvakning/edward_snowden/bjornsonprisen/39459902/